# Jim Ferlo
James Ferlo (sinh ngày 19 tháng 6 năm 1951 - mất ngày 15 tháng 5 năm 2022) là một nghị sĩ Thượng viện Bang Pennsylvania, đại diện cho Khu vực Thượng viện 38 từ năm 2003-2015. Khu vực của ông bao gồm các quận Allegheny, Westmoreland và Armstrong. Ông không tái tranh cử vào năm 2014.

## Tuổi thơ và sự nghiệp
Ferlo được sinh ra từ cha mẹ nhập cư người Ý ở thị trấn nhỏ ở ngoại ô Rome, New York và được coi là một phần trong hiệu quả lập pháp của ông là một trong mười anh chị em.
Ferlo là một nhà hoạt động cộng đồng tự do tại Thành phố Pittsburgh trước khi được bầu vào Hội đồng thành phố Pittsburgh năm 1987. Ông đã phục vụ trong hội đồng trong 15 năm cho đến khi được bầu vào Thượng viện bang năm 2002. Ferlo giữ chức chủ tịch Hội đồng thành phố từ năm 1994 đến 1997. Ông hiện đang sống ở khu Công viên Cao nguyên Pittsburgh.
Một đảng viên Dân chủ, Ferlo đã được bầu vào thượng viện tiểu bang năm 2002, nhận được 65% phiếu bầu đến 35% cho ứng cử viên đảng Cộng hòa Ted Tomson. Năm 2003, trang web chính trị PoliticPA đã gọi ông vào danh sách "Người giỏi nhất của lớp sinh viên năm nhất". Ferlo đã được bầu lại một cách áp đảo vào năm 2006 tại quận Dân chủ nặng nề của mình. Trong cuộc đua đó, Ferlo đã nhận được 84% phiếu bầu, trong khi đối thủ Joe Murphy của Đảng Hiến pháp nhận được 16%.

## Đời tư
Ferlo công khai là người đồng tính vào ngày 23 tháng 9 năm 2014, do đó trở thành nhà lập pháp đồng tính công khai đầu tiên của Thượng viện Pennsylvania.